# Sombras de Julho
Sombras de Julho é um filme para a televisão brasileiro, do gênero drama, exibido pela TV Cultura em minissérie entre 17 a 20 de janeiro de 1995, foi rodado em 16 mm e editado para a televisão, baseado no romance homônimo do escritor mineiro Carlos Herculano Lopes, estrelado pelos atores Othon Bastos e Ângelo Antônio com direção de Marco Altberg.

## Sinopse
O filme mostra uma disputa de divisas entre latifundiários mineiros que acaba em mais um assassinato. A trama do roteiro vai além do cotidiano da questão da posse de terra no Brasil e mostra as causas e consequências que a morte de um inocente provoca nas duas famílias envolvidas. O chefe de uma das famílias em disputa forja uma situação em que seu filho mata o melhor amigo de infância. Este fato inicia uma escalada de violência e destruição das famílias.

## Elenco
- Othon Bastos....Joel
- Ângelo Antônio....Jaime
- Rubens Caribé....Fábio
- Nelson Xavier....Padre
- Roberto Frota....Horácio
- Ivan Setta....Soldado
- Anselmo Vasconcellos....Tenente
- Ivan de Almeida....Capanga de Joel
- Estefano Broering ... Médico Legista
- Marly Bueno ... Ione
- Lu Mendonça ... Helena
- Martha Overbeck
- Charle Myara
- Maria Alves
- Maria Sílvia
- Marcela Altberg
- Sílvio Fróes
- Jacqueline Sperandio